# Sandgrube Homberg
Das Naturschutzgebiet Sandgrube Homberg liegt auf dem Gebiet der Stadt Ratingen  im Kreis Mettmann in Nordrhein-Westfalen.
Das etwa 5 ha große Gebiet mit der Schlüsselnummer ME-046 wurde im Jahr 2003 unter Naturschutz gestellt wurde. Es liegt östlich der Kernstadt Ratingen im Ortsteil Homberg. Die Wohnbebauung des Ortsteiles Homberg umschließt die ehemalige Sandgrube nahezu vollständig.

## Beschreibung
Im Landschaftsplan des Kreises Mettmann wird das Gebiet wie folgt beschrieben:

„Das Gebiet weist einen Biotoptypenkomplex aus seltenen Biotoptypen mit einer hohen Habitatdichte und einer hohen Artenvielfalt auf. Die Steilwände dienen u.a. als Ersatz für Steilufer und Pionierstandorte an Fließgewässern.“

Hier findet sich noch der sehr seltene Trespen-Federschwingel (Vulpia bromoides), der in der reg. Roten Liste als vom Aussterben bedroht geführt wird (RL 1). Hohe Steilwände aus Sandschichten sind Lebensraum für wärmeliebende Insekten, wie Wildbienen, Grab- und Wegwespen, Laufkäfer und Tag- und Nachtfalter – diese sind aber auch potentielle Bruthabitate für die seltene Uferschwalbe, die einst hier brütete.
Die Grubensohle weist ein Biotopmosaik mit besonnten Sandflächen und unterschiedlich strukturierten Kleingewässern auf, die Lebensraum für Amphibien- und Libellenarten wie Grasfrosch, Teichfrosch, Teichmolch, Bergmolch, Erdkröte, Kleine Pechlibelle (RL 2), Plattbauch und Großer Blaupfeil bieten.

## Schutzziele
- Erhaltung eines ehemaligen Sandabbaugebietes als wertvollen Biotopkomplex,
- Erhaltung der besonnten südexponierten senkrecht abfallenden Nordseite der Sandgrube,
- Bewahrung eines speziellen, wärmebegünstigten Sonderstandortes als Lebensraum wildlebender Pflanzen- und Tierarten,
- Erhaltung und Weiterentwicklung eines reichhaltigen Biotopmosaiks der Grubensohle,
- Schutz der Lebensstätten von Amphibien,
- Erhaltung und Weiterentwicklung des gehölzbestandenen nordexponierten Hanges der Sandgrube,
- Erhalt eines geowissenschaftlich bedeutsamen Aufschlusses von Meeresablagerungen der Tertiärzeit,
- Erhalt als Anschauungsobjekt für die Umweltpädagogik mit einer ungewöhnlich hohen Artenvielfalt unter den Bedingungen eines ehemaligen Sandabbaugebietes.[4]

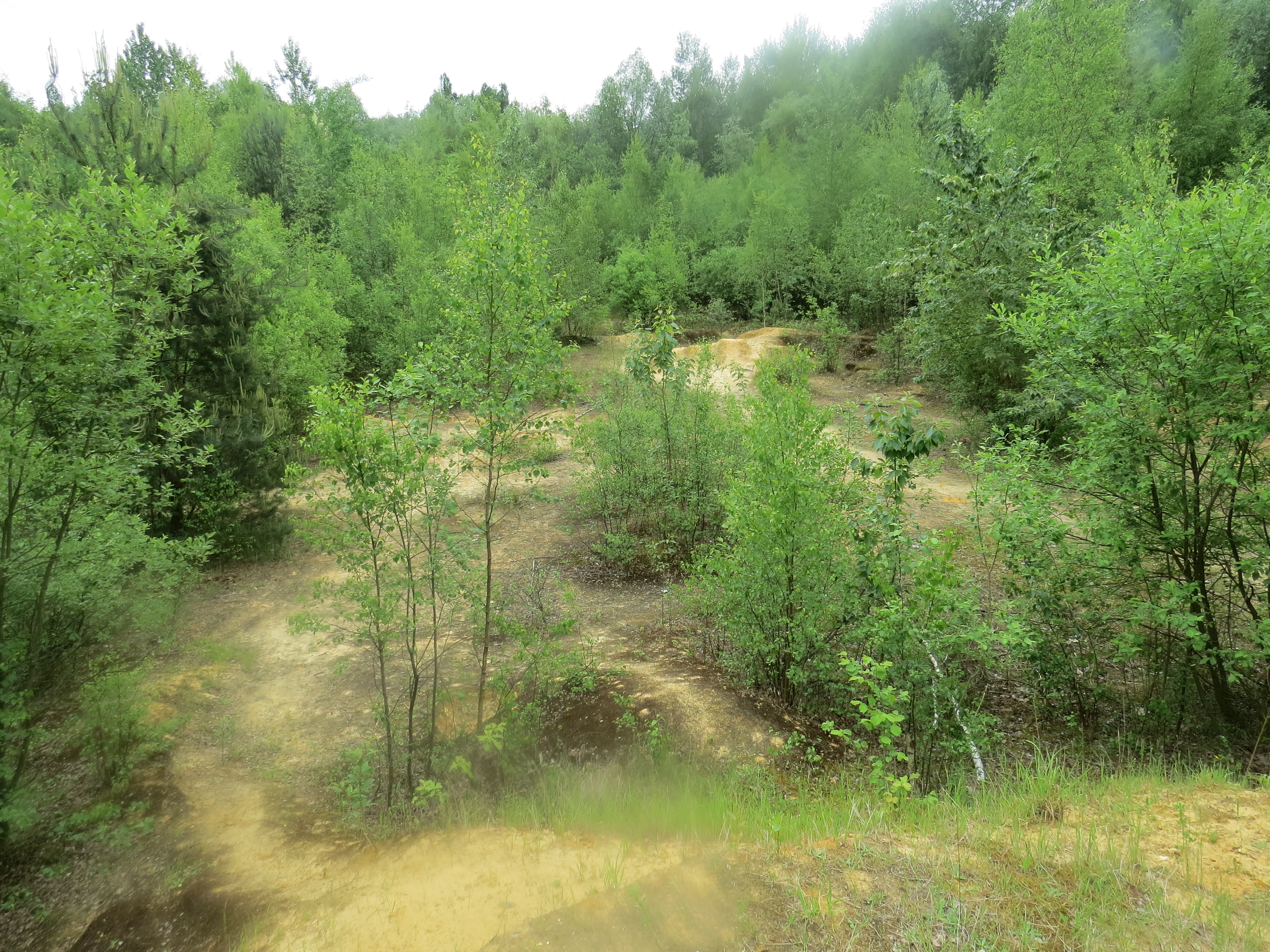
Pionierwald erobert die Sandgrube
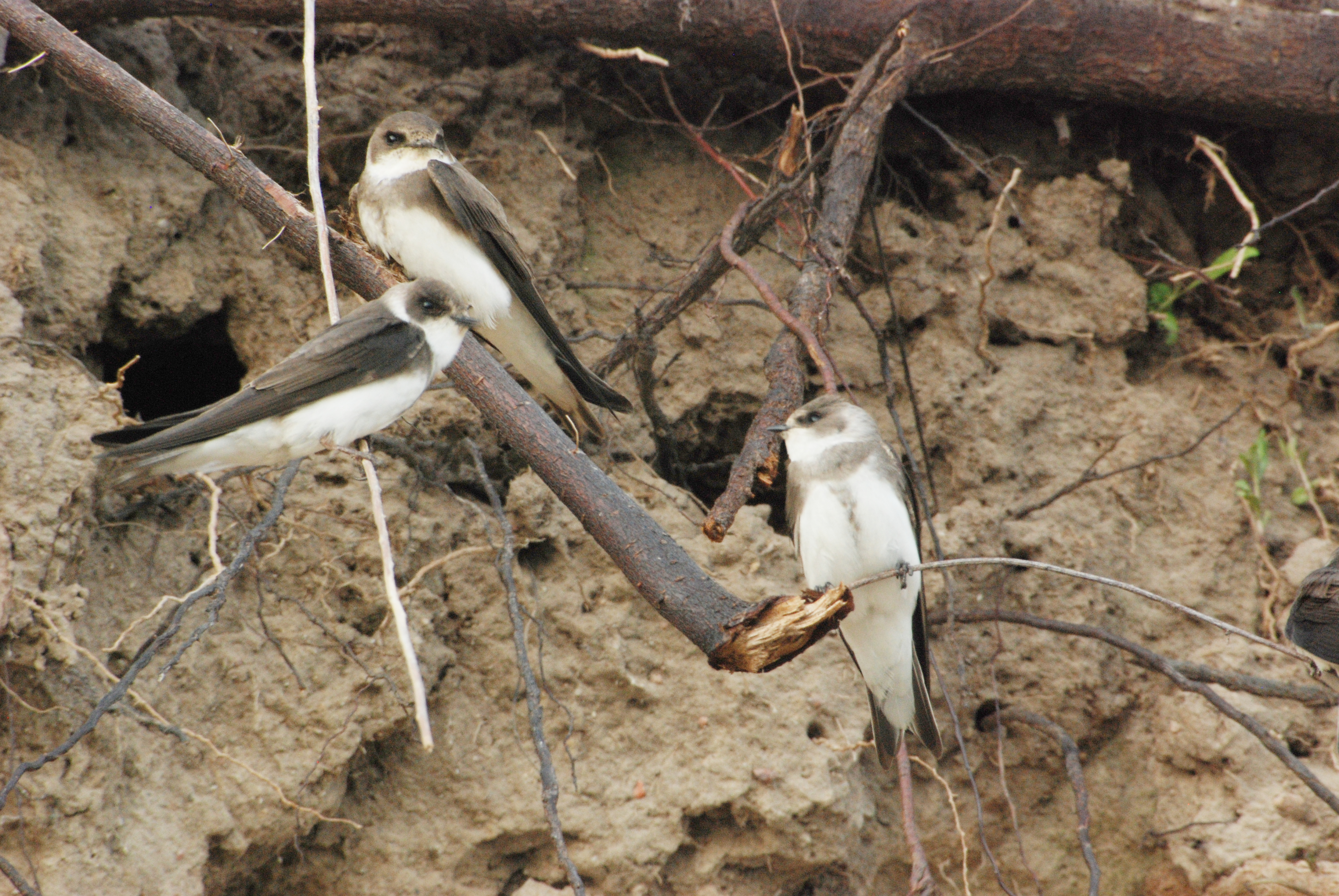
Uferschwalben – einst heimisch im NSG
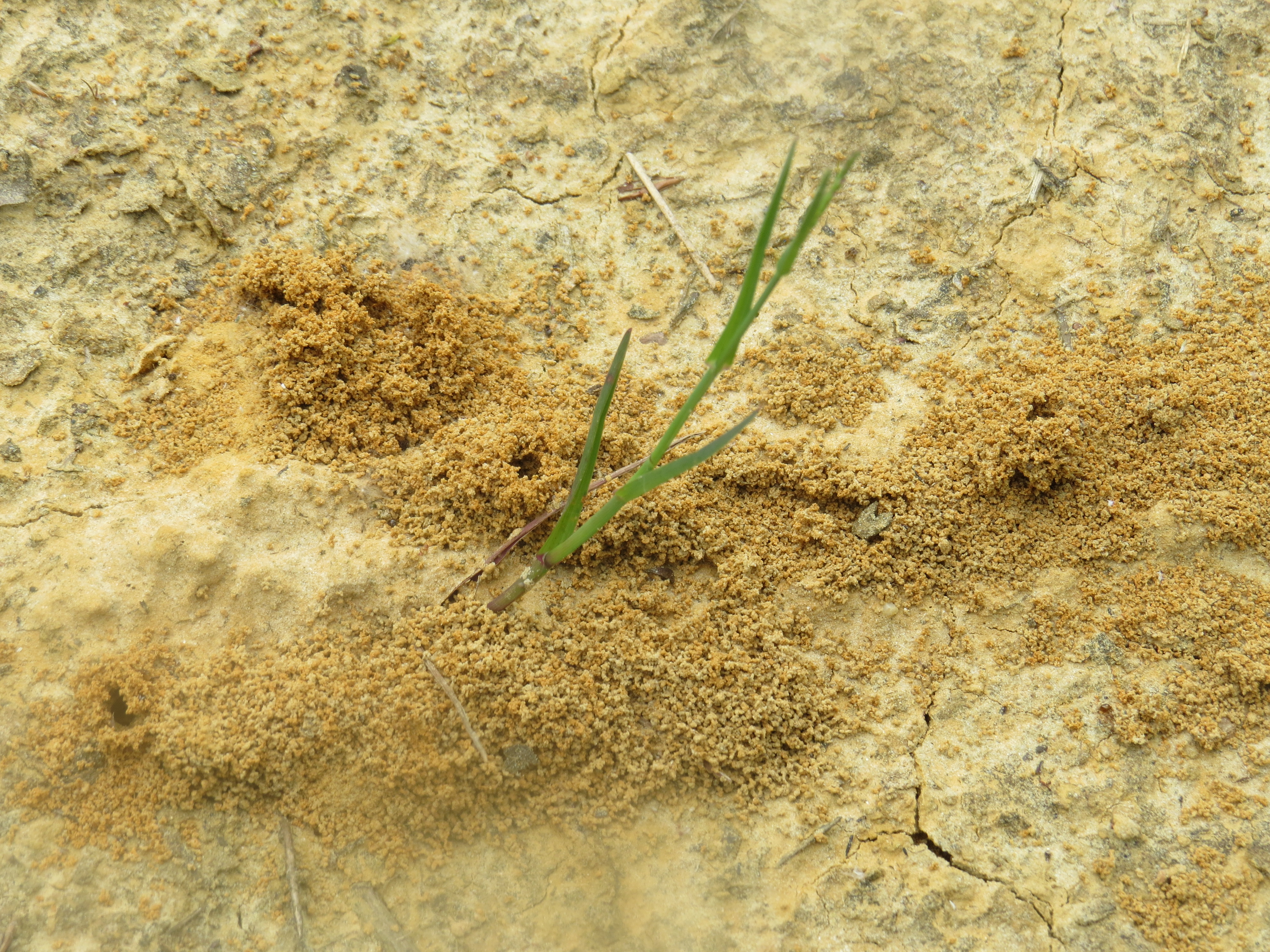
offene, besonnte Sandstelle – Lebenraum für Ameisen, Ameisenlöwen, Wildbienen, Weg- und Grabwespen
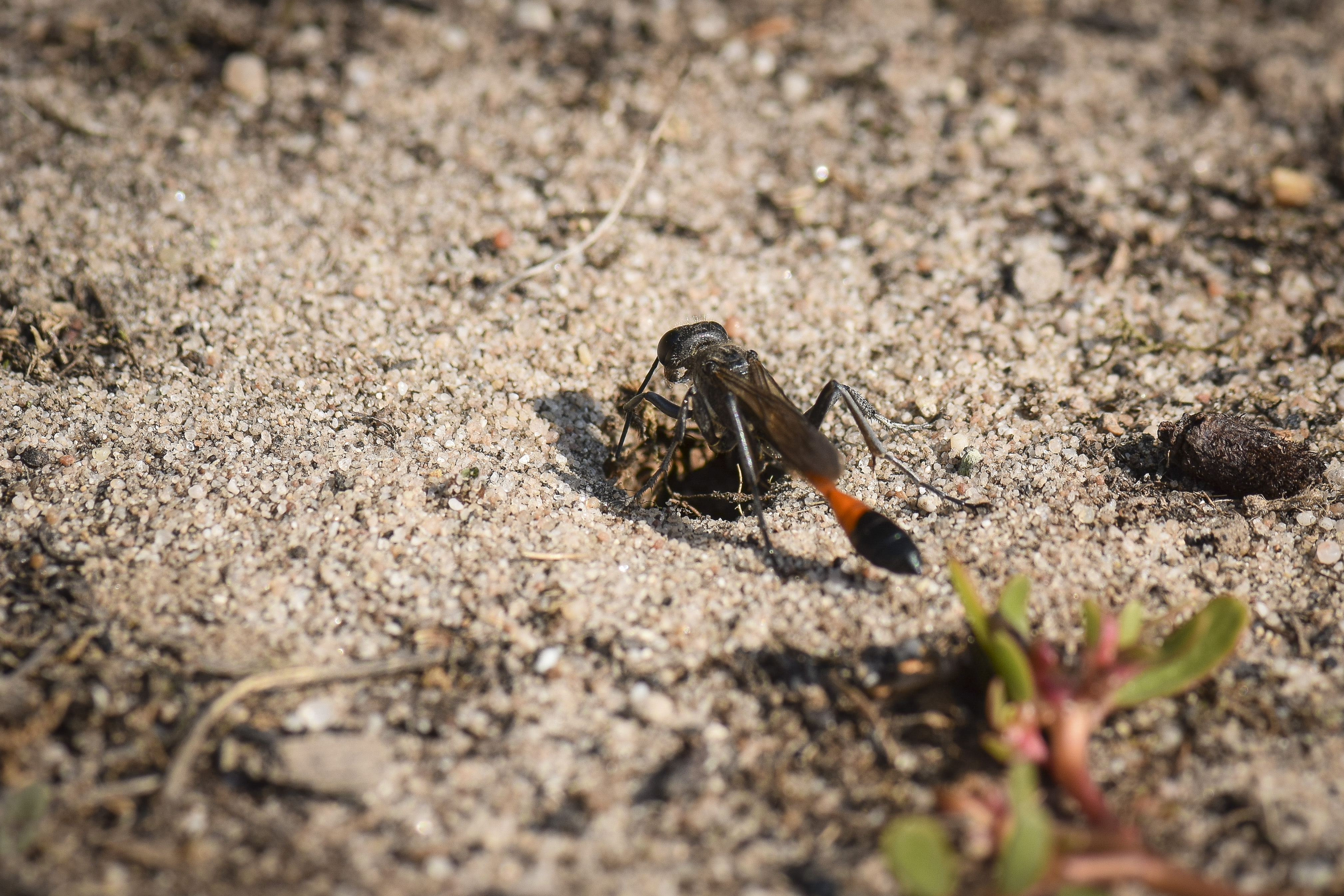
Grabwespe
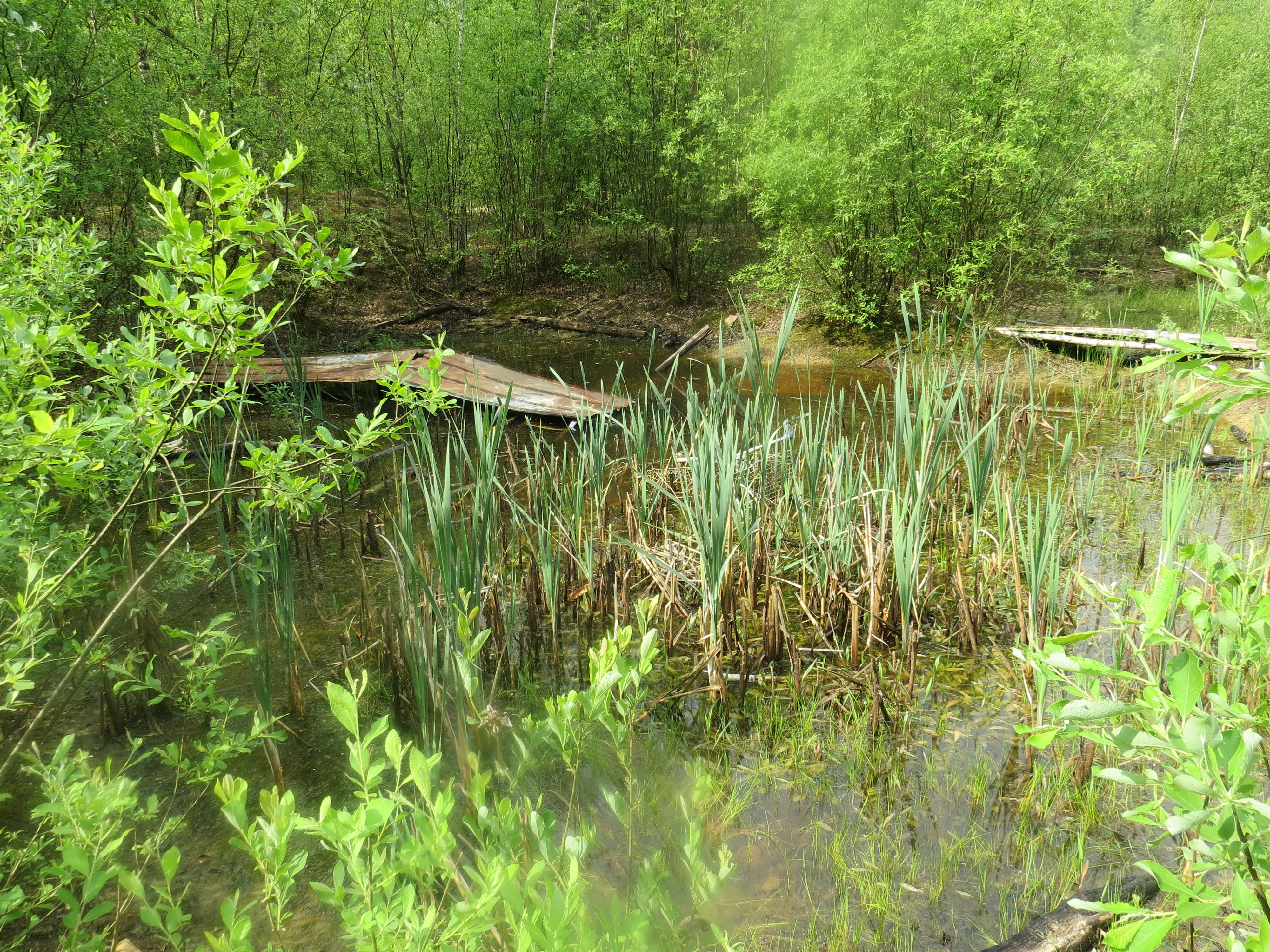
Stillgewässer auf der Grubensohle
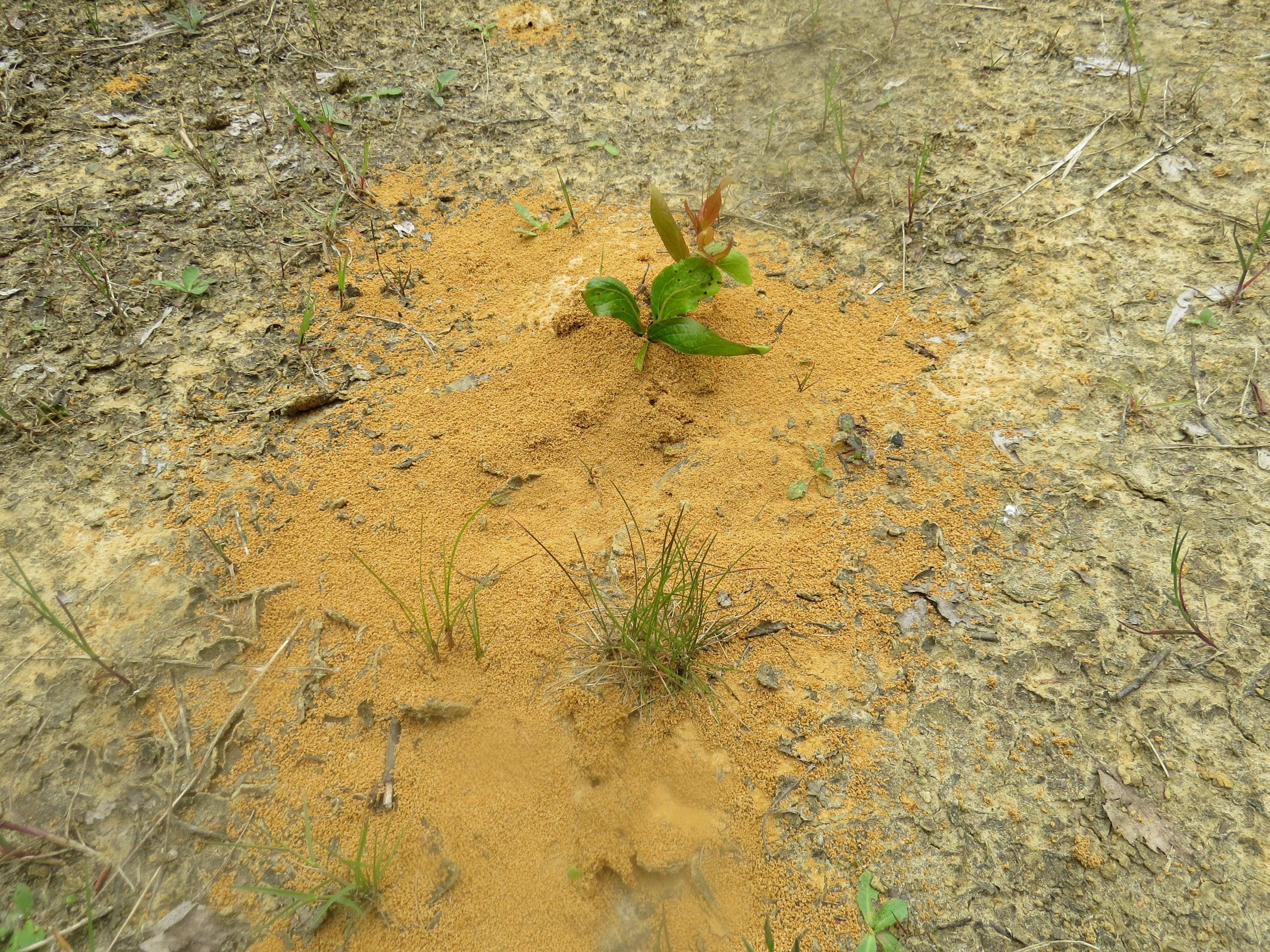
Pionierpflanzen
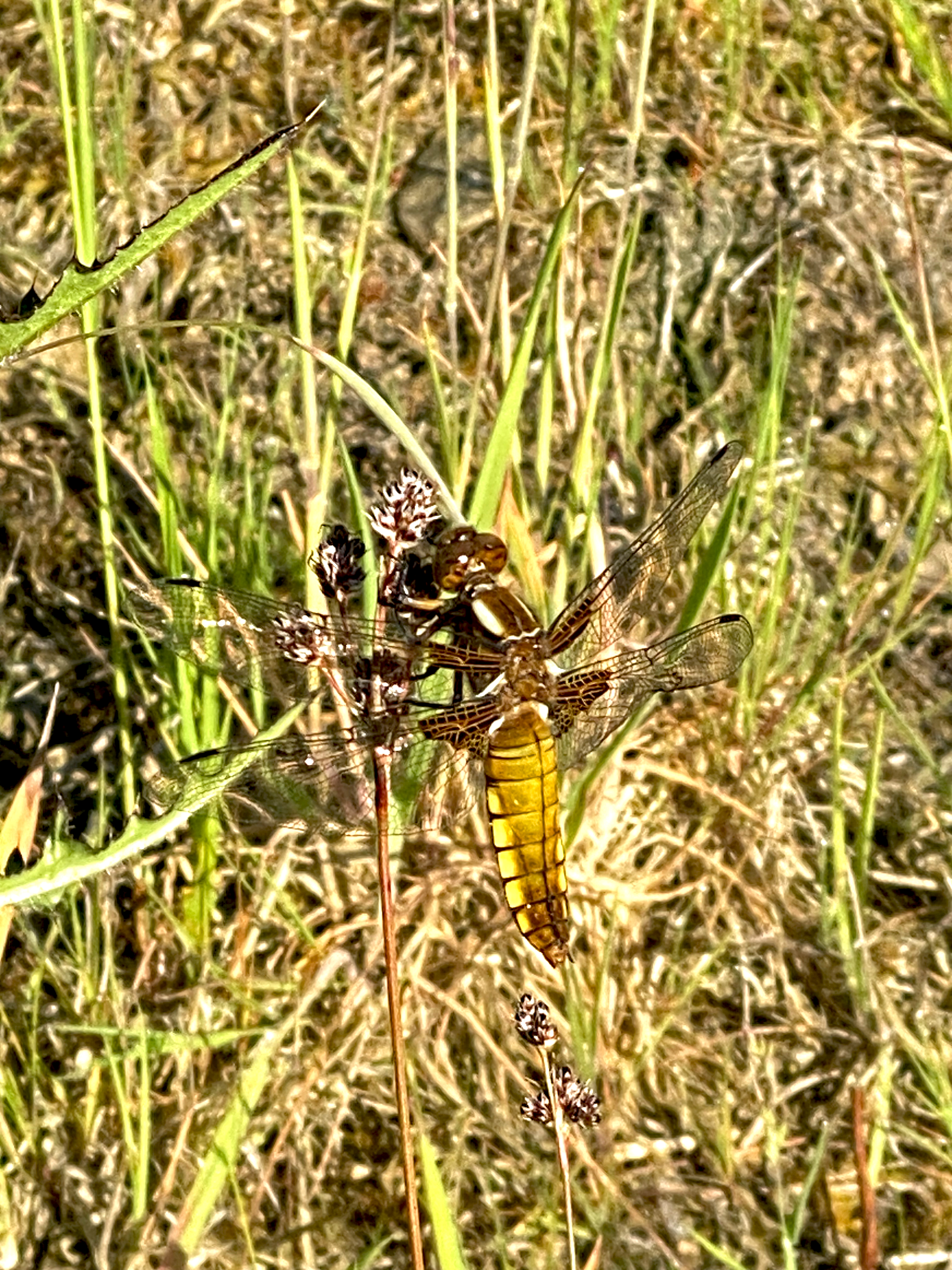
weibl. Plattbauch
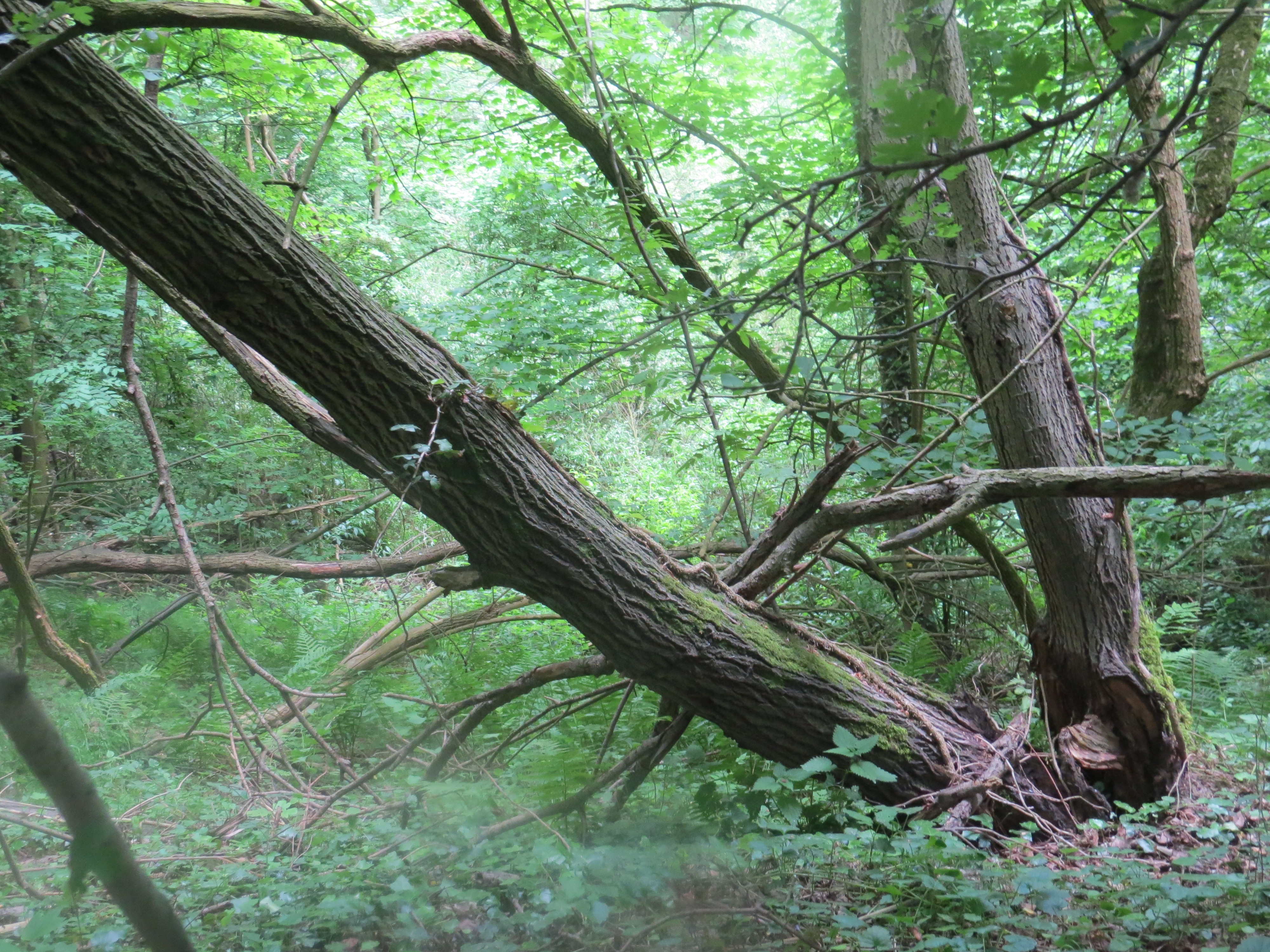
Wald und Gebüsch in der Sandgrube Homberg